# Grupo Financiero Inbursa
Grupo Financiero Inbursa est un établissement bancaire mexicain fondé en 1992, et faisant partie de l'Índice de Precios y Cotizaciones, le principal indice boursier de la bourse de Mexico.